# Modelo dos oito circuitos da consciência
O modelo dos oito circuitos da consciência é uma teoria do campo da psicologia, primeiramente proposto por Timothy Leary. Além dele, outros autores como Robert Anton Wilson, Antero Alli e outros descreveram em suas obras em detalhes como cada circuito opera e influencia a vida dos seres humanos.
Este sistema é subdividido em dois grupos:
Primeiro grupo:
- Circuito da biosobrevivência
- Circuito emocional
- Circuito da destreza/simbolismo
- Circuito sexual/social

Segundo grupo:
- Circuito neurossomático
- Circuito neuroelétrico
- Circuito neurogenético
- Circuito neuroatômico